# Гого Прусина
Гордан Гого Прусина је певач групе Валентино. Пореклом је из Мостара. Певао је у групи Валентино од 1988. до 1991. године. Пре групе Валентино, пјевао је у мостарској групи Име руже с којом је снимио албум Записано у звијездама.
Крајем 90-тих година објавио је неколико соло пјесама и након тога се повукао са естраде. Неко време радио је на радију Херцег Босне. 
Данас живи и ради у Мостару.